# Plan Alomar
El Plan Alomar (oficialmente Plan de Ordenación Urbanística de Palma de Mallorca) fue un Plan General de Ordenación Urbana y de ensanche para la ciudad de Palma de Mallorca, capital de las islas Baleares, en España. Fue creado en 1941 por el arquitecto y urbanista Gabriel Alomar Esteve. A diferencia del Plan Calvet, que solo contemplaba la construcción del ensanche, el Plan Alomar proponía la reforma del casco antiguo y además un plan de ensanche para las edificaciones localizadas más allá de los límites del plan de Calvet.

## Historia

### Antecedentes
En 1897 las autoridades palmesanas convocaron un concurso para elegir un proyecto de ensanche. El proyecto ganador fue Felix qui potuit rerum cognoscere causas, obra del ingeniero de caminos Bernardo Calvet; a partir de 1902, se inició la construcción del ensanche. La práctica no fue igual a la teoría, pronto aparecieron los primeros problemas, como la lentitud a la hora de urbanizar, la diferencia de densidad entre las distintas zonas, la desproporción entre la altura de los edificios y la anchura de las calles o la ausencia de uniformidad arquitectónica.
En 1917 el ayuntamiento aprobó un nuevo plan, obra del arquitecto Gaspar Bennazar, pero ninguna de sus propuestas se llegó nunca a realizar.

### Concurso municipal

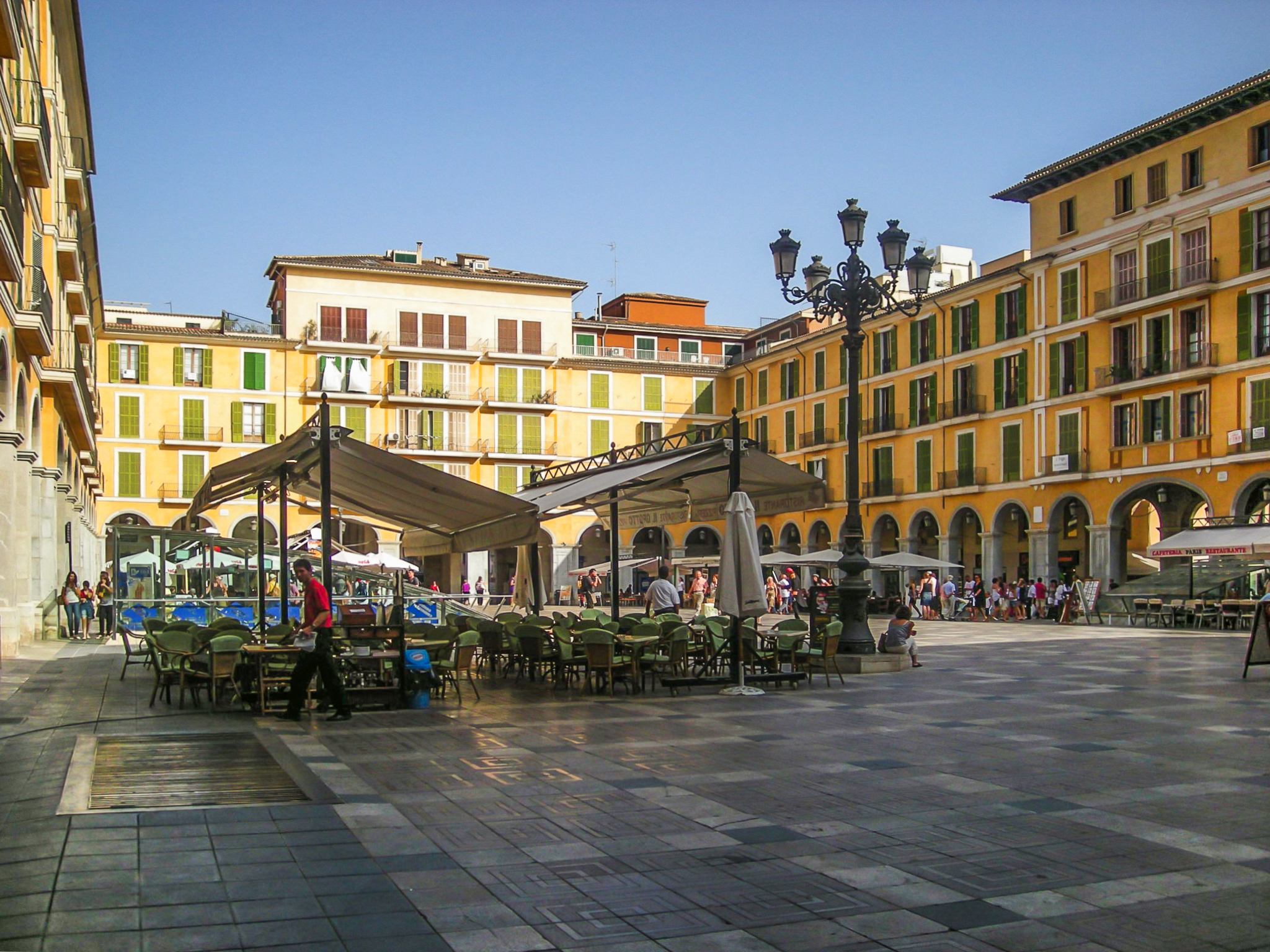
El plan Alomar tomó la plaza Mayor como centro.

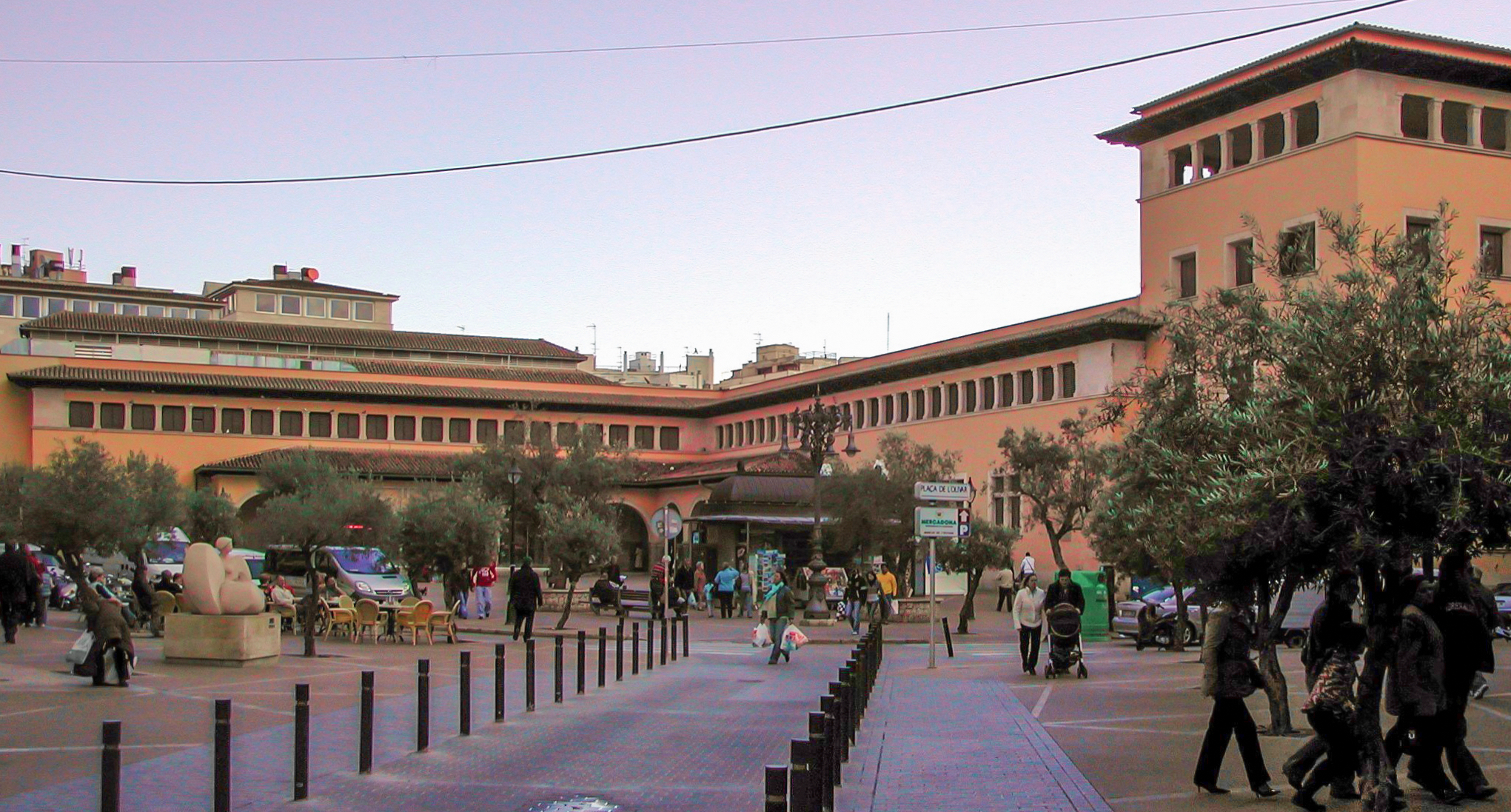
Mercado del Olivar.

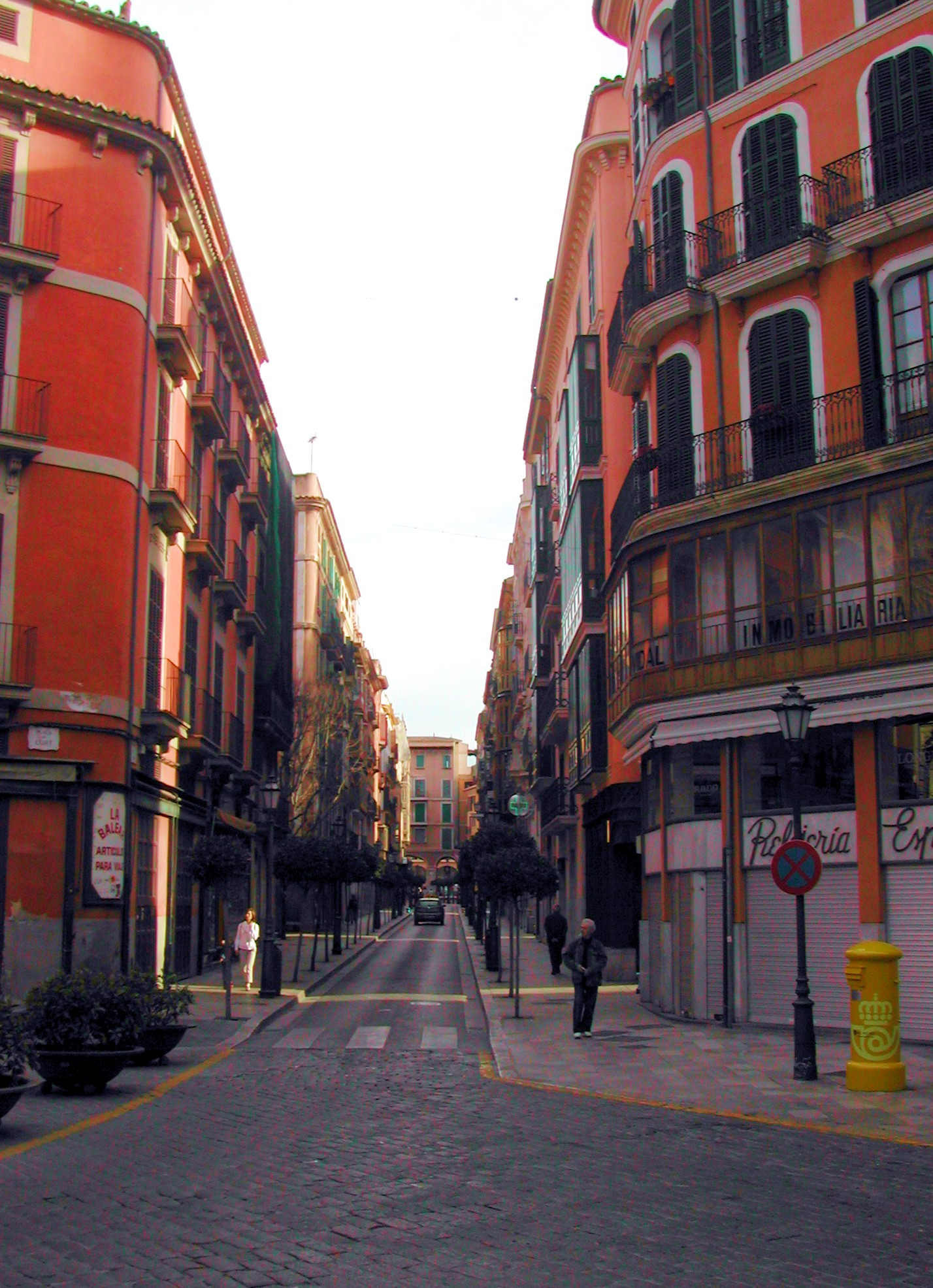
La calle Colom une la plaza de Cort con la plaza Mayor.

El 30 de marzo de 1940, el Ayuntamiento de Palma de Mallorca, a partir de una propuesta de Francesc Casas, concejal y arquitecto, convocó un concurso para un plan de urbanización para la ciudad. Este proyecto debía abarcar dos puntos primordiales, un plan de reforma interior con el fin de adaptar el casco antiguo a las necesidades de la época, como el aumento del parque automobilístico o las necesidades higiénicas y sociales que planteaban los tiempos a una ciudad antigua. El otro punto que debía inculir cualquier proyecto presentado era un plan de ensanche, en el que se regulasen las urbanizaciones más allá de los límites del Plan Calvet y se propusiesen mejoras a los errores de este. El 12 de febrero de 1943 fue aprobado el proyecto de Alomar.

## Obras comprendidas
Las principales obras incluidas en el plan Alomar se centraban en el casco antiguo y eran más o menos coincidentes con las del de Bennàzar, como por ejemplo la prolongación de las carreteras radiales hasta la Plaza Mayor, la construcción de importantes vías como la Avenida Jaime III, los ejes Plaza Mayor-El Temple y sa Ferreria (nunca realizados), la reforma del Paseo Mallorca o la construcción de alcantirallado, entre otras. Las del ensanche comprendían la construcción de nuevos barrios más allá de los límites establecidos por Calvet y Bennazar, como Son Dureta o El Rafal.

### Casco antiguo
En 1940, la capital balear era una ciudad cuyas estrechas calles no estaban preparadas para la llegada del tráfico rodado. El plan debía comuncar la red de carreteras radiales (C-711, C-713, C-715, C-717 y C-719), con el centro y a la vez con el puerto. Durante la realización del proyecto, Alomar pensó que las vías comerciales no debían desaparecer y que el tráfico debía circular por vías secundarias. Estableció como centro la Plaza Mayor, de este modo se conservarían intactas importantes zonas como la Plaza de Cort,  sede del ayuntamiento, o La Seu, barrio de la catedral, entre otras zonas. Por lo que una de las principales preocupaciones estuvo en la Plaza Mayor, cuya construcción no concluiría hasta la década de 1970, y donde entonces se alojaba el mercado. Este iba a ser transaladado a un nuevo mercado en la plaza del Olivar, donde antaño se encontraba un convento. Desde las Avenidas, situadas en el lugar de las antiguas murallas de la ciudad, hasta la Plaza Mayor iban a ser construidas diversas vías que enlazaban con las carreteras radiales, algunas de estas calles son la Vía Sindicato, la Calle San Miguel o la Calle Colón.
Pero la plaza Mayor está situada en la parte alta de la ciudad, y cuenta con un gran desnivel hacia la zona baja. Por este motivo fueron construidas las escalinatas que la unen con la Rambla, también fue proyectada una vía que uniese la calle San Miguel con la Rambla, pero finalmente no se llevó a cabo debido a la complejidad de su construcción. Otro punto importante del plan Alomar era la construcción de una vía de unión entre el arrabal de Santa Catalina y la urbanización de la zona conocida como Hort d'en Moranta. Para ello creó una nueva vía, la Avenida Jaime III, que va desde el final del Paseo del Borne hasta el torrente de la Riera. También fue construido el Paseo Mallorca, vía que transcurre en torno al torrente, y la urbanización de lo que actualmente es el barrio de Buenos Aires.
Además de mejorar, en temas de salubridad e higiene, las zonas del Puig de Sant Pere y La Calatrava, el proyecto también incluía la mejora de las comunicaciones entre la ciudad y el puerto. Entre estas mejoras destaca la construcción de la Avenida de Antonio Maura, que se extiende desde el puerto hasta el Borne, y el proyecto de S'Hort del Rei. Para la construcción de estos jardines era necesaria la demolición del Teatro Lírico, Alomar pensó en trasladarlo a la actual Calle de la Constitución, llamada entonces Gran Vía. Quería convertirla en una avenida que uniera Cort con el Borne, pero como era imposible fue comunicada con el barrio de San Nicolás.
El Plan de Reforma Interior de Alomar, se basaba en doce puntos clave, de los que algunos se realizaron y otros no. Estos puntos son los siguientes:
1. Construcción de la Avenida Jaime III y urbanización del Hort d'en Moranta, preservando San Felio
2. Saneamiento del Puig de Sant Pere
3. Unión del puerto con la Plaza de España prolongando el Paseo del Borne hasta el inicio de la calle de los Olmos
4. Rampa circular y ensanche de la Calle San Miguel
5. Terminación de la Plaza Mayor y escalinatas a la Rambla
6. Construcción del Mercado del Olivar
7. Vía de penetración desde las carreteras de Manacor y de Inca hacia el centro de la ciudad
8. Preservar la zona de San Francisco mediante la construcción de una vía hacia la carretera de Llucmajor y ampliar la Calle del Socorro
9. Saneamiento de la zona de La Calatrava
10. Comunicar las carreteras de Manacor e Inca con el puerto mediante las calles Conquistador y Jaime II
11. Comunicación de San Nicolás con Brondo mediante el Pas del Quint
12. Comunicación de Cort con el Borne, mediante la Gran Vía

### Ensanche
El plan de Alomar se centraba en la reforma interior de lo que actualmente es el Distrito centro, aunque también contemplaba la urbanización de nuevos barrios más allá de los límites fijados en el Plan Calvet. Estos se situaron en los distritos Levante (Can Capes, El Rafal Nuevo, El Rafal Viejo, Son Gotleu, Son Canals o Polígono de Levante entre otros), Norte (Plaza de Toros, Buenos Aires, Son Oliva, Amanecer o Campo Redondo entre otros) y Poniente (Son Cotoner, Son Dureta, Son Armadams o El Terreno entre otros).

### Ronda de circunvalación
El plan Alomar no preveía la construcción de una vía de circunvalación de la ciudad, que sí se incluía en el presentado al concurso por el ingeniero de caminos Antonio Parietti y el arquitecto Francesc Casas; por lo que, juzgándola necesaria el ingeniero jefe del Servicio de Obras Públicas Miguel Forteza, éste pidió al ayuntamiento durante el periodo de información pública del Plan su inclusión en el mismo. La petición fue atendida y se incorporó antes de la aprobación una ronda que comunicaba las carreteras radiales salientes de la ciudad aproximadamente por el límite del crecimiento urbano previsto, que recibió el nombre de Vía de enlace de cintura.
No obstante, las dificultades de su trazado y financiación en una urbe con un parque automovilístico que crecía frenéticamente provocaron que la ronda no pasara del anteproyecto, si bien dio nombre y sirvió como germen de partida del planeamiento de la futura autopista Ma-20, la Vía de Cintura.